# 渋谷駿
渋谷駿（しぶや しゅん、1998年5月12日 - ）は日本のマジシャン・ダンサー。新潟県出身。

## プロフィール
5歳の頃、テレビをきっかけにマジックと出会う。
ジャグリングやバルーンアート、ダンスなどを学び、それらをマジックと融合させた独自のパフォーマンスを完成させる。
特に、マイケル・ジャクソンのダンスとマジックを融合させた演目では、国内外で数多くの賞を受賞。
2013年にはタイのバンコクで開催された国際大会にて日本人初優勝他、アメリカの国際マジック協会（IMS）より、
マジック界のアカデミー賞といわれているThe Best Stage Magician2013を受賞（当時14歳）
16歳の時にはアメリカのハリウッドにあるマジックの殿堂マジックキャッスルに一週間出演。この記録は日本人史上最年少。

## 受賞歴
- 2011　　テンヨージュニアマジシャンビデオコンテスト　　　　グランプリ
- 2012　　釜山国際マジックフェスティバル　　　　　　　　　　ジュニア部門　日本人初優勝
- 2012　　マジックの祭典inちば　ステージコンテスト　　　　　優勝
- 2012　　中部奇術連合会　ワンデーコンベンション　　　　　　優勝
- 2013　　NMCアジアマジックコンテスト　　　　　　　　　　 優秀賞、多摩奇術連合会賞
- 2013　　バンコク国際マジックエクストラヴァガンザ（タイ）　日本人初優勝
- 2013　　ザ・グランプリ・マーリン アワード：ザ・ベスト・ステージ・マジシャン2013(国際マジック協会/アメリカ)
- 2014　　台湾国際マジック大会　　　　2位
- 2014　　マレーシア国際マジック大会　1位

## 出演歴
- 2011　　テンヨーマジックフェスティバル（東京）
- 2012　　KENT MORI 1st DANCE LIVE DREAM&LOVE
- 2012　　関西奇術連合会マジックフェスティバルin琵琶湖
- 2013　　ハタハタマジックコン親会（秋田）
- 2013　　さわやか信州マジック交流会（長野）
- 2013　　第14回 ICMコンベンション(三重)
- 2013　　ワンデーコンベンション in 姫路
- 2014　　日本海マジックコンベンション
- 2014　　Academy of Magical Arts　一週間出演（日本人史上最年少）(マジックキャッスル/ハリウッド)
- 2014　　テンヨーマジックフェスティバル
- 2015　　日本海マジックコンベンション

### ダンス
- 2010　　マイケル・ジャクソン ダンス トリビュート in 新潟　　メインダンサー
- 2010～　東京ガールズコレクション、VOGOEファッションイベント
- 2011　　ALL JAPAN STREET DANCE CHAMPIONSHIPS HAISAI
- 2011　　マイケル・ジャクソン トリビュート ライブ